# エマニュエル・ドンガラ

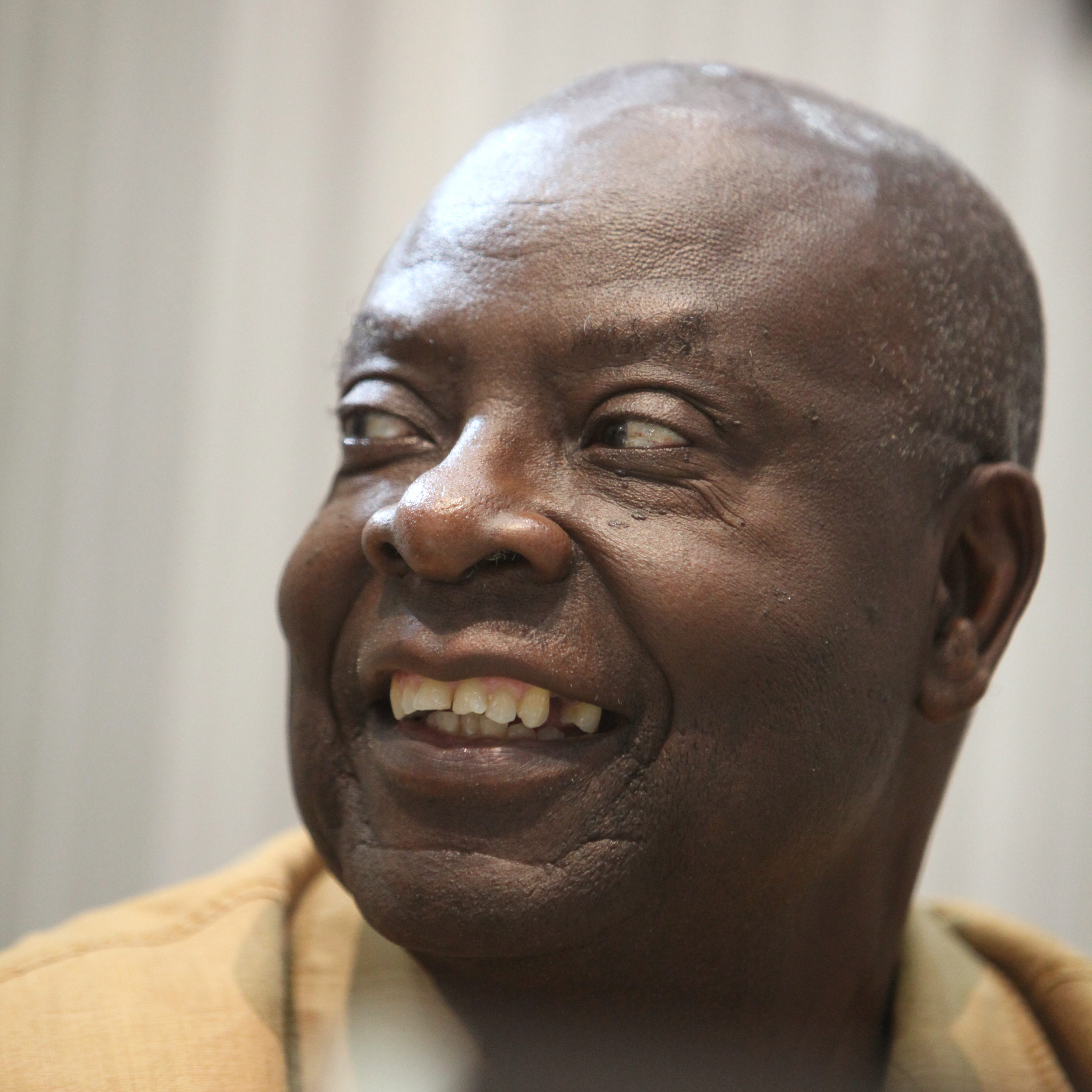
2003年、ドイツのフランクフルトブックフェアにて

エマニュエル・バウンゼキ・ドンガラ（Emmanuel Boundzeki Dongala、1941年7月16日 - ）は、コンゴ共和国のブラザヴィル出身の化学者、小説家。現在は、マサチューセッツにあるBard College at Simon's RockのFisher Science and Academic Centerに教授として勤務している。

## 概要
1941年、コンゴ共和国に8人兄弟の長男として生まれた。父は小学校の教員で、とりわけ裕福ではない一般の家庭であったという。
国費留学生としてアメリカへ留学し、オーバリン大学で学士号、ラトガース大学で修士号、その後、フランスのストラスブール第一大学（ルイ・パストゥール大学）で専門領域の博士号（Doctorat de Specialité）を、モンペリエ第2大学で科学の博士号（Doctorat-es-Sciences）を得た。その後、ストラスブール大学およびフランス国立パリ高等化学院（Ecole Normale Superieure de Chimie in Montpellier ）で、学生の指導や不斉合成研究、ポリマーの合成研究などを行った後に、母国であるコンゴ共和国のブラザヴィル大学に化学の教授ポストを得た。
1997年、ドンガラがブラザヴィル大学の学部長であったときにコンゴ共和国内戦が勃発した。 このとき、バード大学の学長であったレオン・ボットスタインや、アメリカ文学者のフィリップ・ロスら は、コンゴから亡命した多くの大学教授へ援助を行った。ドンガラもボットスタインらの援助を受け、アメリカの大学であるBard College at Simon's Rockの化学の教授ポストを得ることができた。
なお、日本の作家・探検家である高野秀行はドンガラの著作を翻訳した縁で、氏の永住ビザ取得に関してアメリカ移民局から『エマニュエル・ドンガラの国際的評価を証明して欲しい』との手紙を受け、協力したと自著に記している。
また、ドンガラの長女は二十歳を超えていたために、ドンガラの家族として亡命が認められなかったが、フィリップ・ロスがクリントン大統領へ直接陳情を行った結果、無事に長女も亡命することができたという。

## 専門
化学者としての専門分野は立体化学と不斉合成、環境毒性学である。
一方、小説家としても多くの賞を受けており、『狂犬ジョニー』 (英語： Johnny Mad Dog、フランス語： Johnny Chien Mechant) や、『星々から来た少年』 (英語：Little Boys Come from the Stars)などの作品で知られており、イギリスの出版社であるペンギンブック社のPenguin Book of Modern African Poetry でも特集されている。また、ドンガラはグッゲンハイム・フェローシップ（Guggenheim Fellowship）の受領者としても知られる。

## 日本との関係
ドンガラは幾度かの日本訪問経験がある。
彼の弟は日本の東京大学へ留学しており、1980年代半ばに弟を訪ねて日本へ1度来訪したため、コンゴ共和国では当時、他に日本について詳しい人がいなかったこともあり、コンゴ共和国一の日本通としてテレビなどのメディアで日本の紹介を行ったという。
また、著作の『世界が生まれた朝に』（フランス語原題：Le Feu des Origines）は、弟を訪ねた際に滞在した浅草のホテルにて執筆が行われた。

## 参照
- Simon's Rock College: Emmanuel Dongala
- Simon's Rock online newsletter, June 2005
- Dr. Emmanuel Dongala discusses and reads from his new novel, Johnny Mad Dog. (MP3) Simon's Rock Faculty Forum, originally aired on WBCR-LP, Great Barrington, MA (archive.org)
- 2001 Interview with Terry Gross on National Public Radio's Fresh Air program
- New York State Writers Institute - Emmanuel Dongala
- Washington Post review of Johnny Mad Dog
- Arts Abroad; Reflections on African War, From a Haven in the U.S. New York Times, May 7, 1998